# Altijež
Altijež je nenaseljeni otočić uz zapadnu obalu Istre, između Funtane i Poreča.
Površina otoka je 6271 m2, duljina obalne crte 310 m, a visina oko 5 metara.
Prema Državnom programu zaštite i korištenja MPNNo-a, a glede demografskog stanja i gospodarske razvijenosti, Altijež je svrstan u "male, povremeno nastanjene i nenastanjene otoke i otočiće".
U Državnom programu zaštite i korištenja malih, povremeno nastanjenih i nenastanjenih otoka i okolnog mora Ministarstva regionalnoga razvoja i fondova Europske unije, svrstan je pod hridi. Pripada Gradu Poreču.

## Vanjske poveznice
|  | Zajednički poslužitelj ima još gradiva o temi Altijež |